# Jezerane

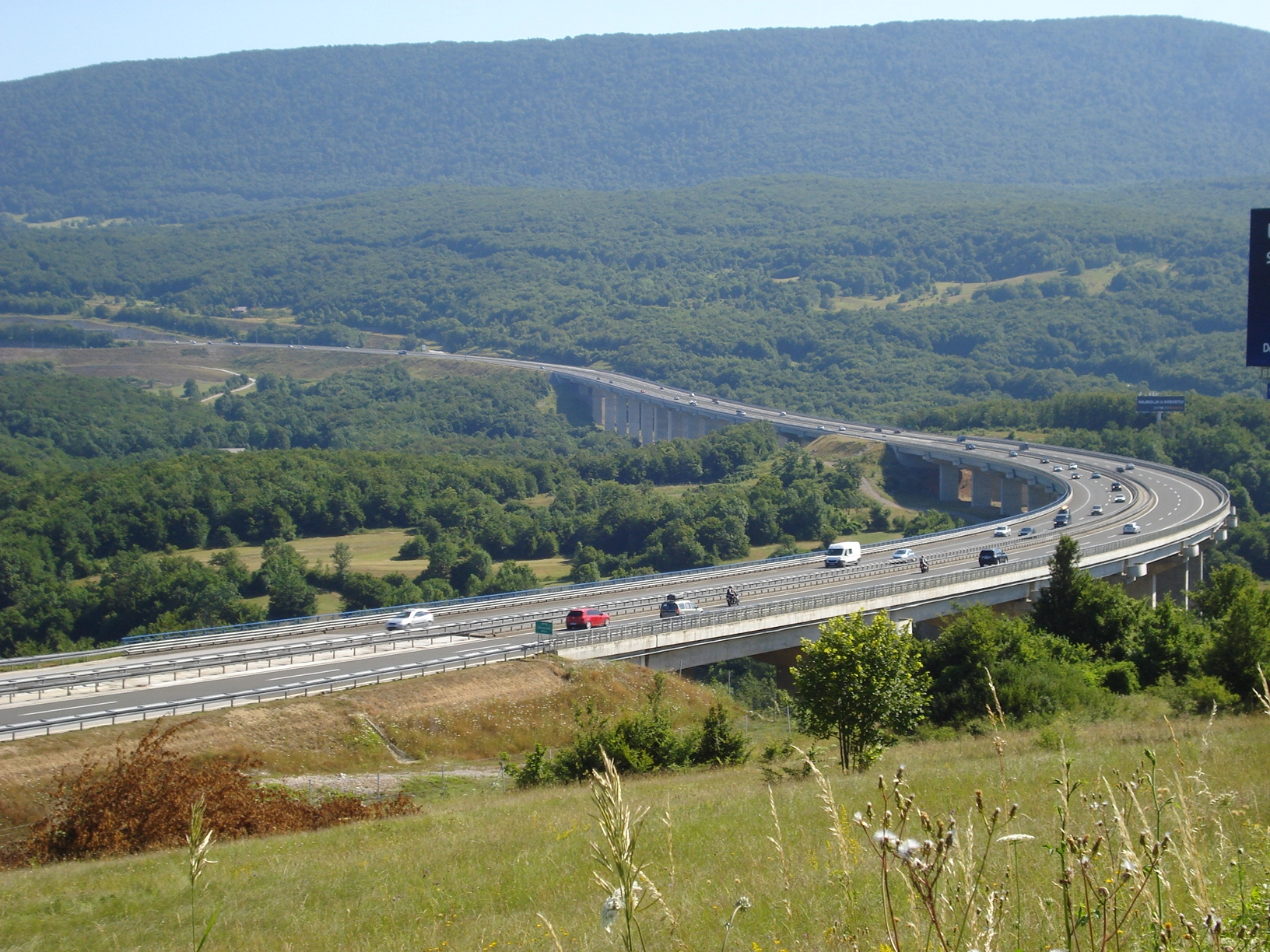
Jezeranský viadukt

Jezerane je vesnice v Chorvatsku v Licko-senjské župě. Je součástí opčiny Brinje, od jejíhož stejnojmenného střediska se nachází asi 9 km na severovýchod. V roce 2011 zde žilo 311 obyvatel. Podle vesnice je pojmenován Jezeranský viadukt, který je součástí dálnice A1.
Vesnice leží na silnici D23, blízko prochází dálnice A1. Sousedními vesnicemi jsou Drežnice, Križpolje, Modruš a Stajnica.